# Rhamphomyia retortus
Rhamphomyia retortus är en tvåvingeart som beskrevs av Frey 1955. Rhamphomyia retortus ingår i släktet Rhamphomyia och familjen dansflugor. Inga underarter finns listade i Catalogue of Life.